# Mon ami Gaylord
Mon ami Gaylord est un feuilleton télévisé français de Pierre Goutas en six épisodes, diffusé en 1979. Il est adapté d'un roman britannique d'Eric Malpass (en).

## Fiche technique
- Réalisateur : Pierre Goutas
- Scénario et dialogues : Eric Malpass et Alain Quercy
- Musique : Carlos Leresche
- Société de production : TF1

## Distribution
- Romain Trembleau : Gaylord
- Christian Barbier : Grand-Pa
- Sylvie Fennec : Marie
- Pierre Boutron : Henri
- Clément Michu : M. Menon, le père de Jeannot
- Marie Bunel : Noémie
- Yvonne Gaudeau : Mme de Montouliers
- Philippe Brigaud : Robert
- Anne Alexandre : Béa
- Fanny Delbrice : Rose
- Corinne Corson : tante Beth
- Jean-Claude Montalban : François
- Jean-Paul Solal : Jérôme, le neveu de Mme de Montouliers
- Jean Cousin : Jeannot
- Fabrice Boterel : Pierre
- Monique Garnier : Christine
- Guy Barbier : Mathieu
- Bertrand Dareau : Patrick
- Sabine Thomas : Julie
- Bernard Charlan : Alphonse
- Nicole Desailly : Mme Menon
- Jacqueline Hopstein : Maryvonne
- Claude Bertrand : le brigadier
- Manuel Bonnet : le dragueur
- Guy Dhers : le décorateur
- Jean-Pierre Ducos : Gérard
- Jean-François Dupas : le chef de gare
- Bernard Papineau : le client du bistrot
- Pierre Peloux : le patron du bistrot
- Quentin Serre : David